# Stevia rebaudiana
Espécie do gênero Stevia, família Asteraceae, originária da América do Sul, na Serra de Amambai (MS), região limítrofe entre o Brasil e o Paraguai. Planta de hábito arbustivo que forma, com o tempo, múltiplos brotos e mede de 40 a 80 cm de altura. A raiz é perene, fibrosa e filiforme.
A Stevia [denominada estévia] tornou-se bastante popular quando um poderoso adoçante oriundo de suas folhas passou a ser utilizado na forma de um extrato em pó nos países da América do Sul. Já era utilizada pelos índios guaranis para adoçar remédios.

## Histórico
- Em 1500, os conquistadores espanhóis foram capazes de aprender sobre stévia e suas características incomuns dos indígenas Guarani.[1]
- Em 1887, pela primeira vez, o Ka’a He’e teve uma abordagem científica graças aos estudos do naturalista suíço Moisés S. Bertoni, juntamente com o químico paraguaio Dr. Ovidio Rebaudi. A Sociedade de Botânica, em homenagem a Bertoni, denominou-a Stevia rebaudiana Bertoni.[2]
- Em 1924, pela decisão da Union Internacionale de Chimie em Copenhagen, o nome de esteviosídeo foi atribuído ao princípio adoçante de S. rebaudiana.[2]
- Em 1931, foi divulgado o poder edulcorante deste composto como sendo 300 vezes maior que o da sacarose.[2]

## Características
O esteviosídeo é um diterpeno da classe dos cauranos, o qual possui três moléculas de glicose ligadas à sua, sendo duas à hidroxila do carbono-13 e uma à carboxila do carbono-19. Tem a propriedade de adoçar cerca de 300 vezes mais que o açúcar comum. Tem sabor agradável e não apresenta gosto residual, sendo agradável ao paladar. 1,0 g de esteviosídeo possui aproximadamente 3,8 kcal e adoça o equivalente a duas colheres de sopa de açúcar comum (sacarose).

## No Mercado
Na sua forma natural, o esteviosídeo é um pó branco, sendo apresentado nesta forma ou na forma líquida (diluída). Algumas empresas já estão disponibilizando produtos como achocolatados, condimentos e gelatinas.
Desde 1970 o esteviosídeo é utilizado no Japão como agente edulcorante (adoçante) em alimentos e bebidas. No Brasil, desde 1987 é utilizado como adoçante e, nos Estados Unidos, a partir de 1995 como ingrediente para suplemento dietético.

## Uso Medicinal
Esta secção não apresenta dados científicos e é baseada apenas em dados da medicina popular.
Estudos científicos revelaram que alguns dos nutrientes que podem ser encontrados na erva stévia são o zinco, vitamina C, vitamina A, proteínas, potássio, fósforo, magnésio, ferro e cálcio. Stévia é amplamente conhecido como uma excelente fonte de fibra 

### Propriedades terapêuticas
Hipoglicemiante, hipotensora, diurética, cardiotônica, tônica para o sistema vascular e antiflogística.

### Princípios ativos
Glicosídeos, esteviosídeo (5 a 10%), rebaudiosídeo (2 a 4%), dulcosídeo, saponinas, óleo essencial e taninos.

### Indicações terapêuticas
Diabetes, hipertensão arterial, azia, baixar ácido úrico, reumatismo, fadiga, depressão, insônia e emagrecimento.
- É muito importante lembrar que seu uso por diabéticos sempre deve ter acompanhamento médico.

### Efeitos colaterais
Embora se afirme que a estévia não apresenta efeitos colaterais, deve-se alertar para o fato de suposta ação anticoncepcional, já que os índios guaranis a utilizavam para esta finalidade, apesar de desconhecerem o uso do chá dentro no ritual da contracepção.[carece de fontes?]
No final dos anos 1960, a Universidade da República (Montevidéu, Uruguai) e a Universidade de Purdue (Indiana, Estados Unidos) comprovaram que quinze gramas da folha seca em trezentos mililitros de água compreende a dose diária que impede a ovulação, porém, ao se suspender o uso do chá por dez dias, a mulher poderá engravidar normalmente.[carece de fontes?]